# Michel André (bobsleigh)
Pour les articles homonymes, voir Michel André et André.
Michel André, né le 2 septembre 1970 à Paris, est un bobeur français. 
Champion de France de bob à quatre en 1996, il termine dixième aux Jeux olympiques d'hiver de 2002 à Salt Lake City.